# Derris steinbachii
Derris steinbachii är en ärtväxtart som beskrevs av Hermann August Theodor Harms. Derris steinbachii ingår i släktet Derris och familjen ärtväxter. Inga underarter finns listade i Catalogue of Life.